# چستوبرودیتسا
چستوبرودیتسا (به صربی: Čestobrodica) یک روستا در صربستان است که در Požega واقع شده‌است. چستوبرودیتسا ۳۲۷ نفر جمعیت دارد.